# 30092 Menke
30092 Menke è un asteroide della fascia principale. Scoperto nel 2000, presenta un'orbita caratterizzata da un semiasse maggiore pari a 2,3936328 au e da un'eccentricità di 0,1329720, inclinata di 3,56578° rispetto all'eclittica.